# Marco Claudio Marcelo (cónsul 331 a. C.)
Marco Claudio Marcelo (en latín Marcus Claudius Marcellus) fue cónsul en 331 a. C., el año en que se distinguió por la ejecución de más de setenta matronas romanas bajo la acusación de envenenamiento. 
En el año 327 a. C. fue nombrado dictador, con el propósito de la celebración de los comicios, pero su nominación fue anulada por los augures, con el pretexto de alguna informalidad, procedimiento que fue rechazado con vehemencia por los tribunos de la plebe, que atribuían la conducta de los augures a su falta de voluntad de nombrar a un dictador plebeyo.